# Cruz de Humilladero
Cruz de Humilladero (6) es uno de los once distritos en que está dividida a efectos administrativos la ciudad de Málaga, España.

El distrito toma su nombre de la cruz de humilladero que se encuentra en la confluencia del paseo de los Tilos y calle del Conde de Guadalhorce, que antiguamente era una puerta de entrada a la ciudad.
El límite sur del distrito lo forman las vías férreas de acceso a la ciudad, que lo separan de los distritos Carretera de Cádiz y Churriana (suroeste). Al este limita con el distrito Centro, en la zona de la estación de Málaga-María Zambrano y los Jardines de Picasso. Al norte limita con el distrito Bailén-Miraflores, que se extiende al otro lado de la avenida de Carlos Haya, y con el distrito Puerto de la Torre (noroeste), del que lo separa la Autovía del Guadalhorce. Al oeste limita con los distritos de Teatinos-Universidad y Campanillas.

## Historia

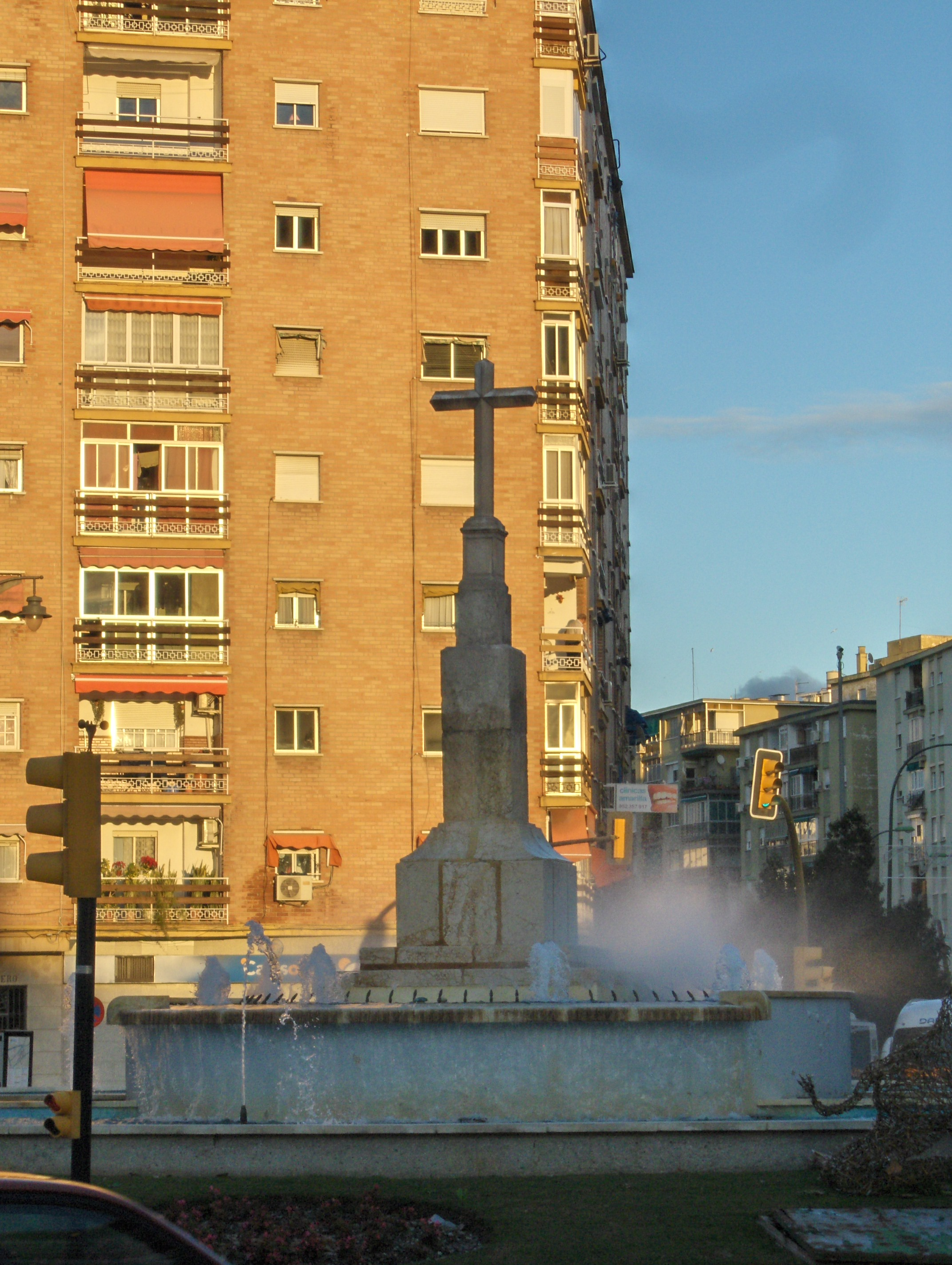
La cruz que da nombre al distrito.

El término "humilladero" aparece ya en las actas capitulares del ayuntamiento en el año 1600, aunque no se tiene constancia de a qué hacía referencia dicho término, pudiéndose tratarse de una ermita, una cruz, una imagen religiosa o el lugar donde se ajusticiaba a los condenados, según distintas versiones. La primera mención del término se hace en relación con una epidemia que asoló la zona, por lo que algunos vecinos fueron encargados de montar guardia en el lugar para evitar la entrada en la ciudad de personas contagiadas.
Otras menciones posteriores describen el lugar como el punto de partida de varios caminos que desde Málaga se dirigían a Cártama, Álora o Benalmádena. En 1695 se recoge un acto de justicia en el que fue ahorcado un tal Francisco de Sevilla, cuyo cuerpo fue troceado y colocado en distintos puntos de la ciudad, siendo uno de ellos Humilladero.
De estas menciones se desprende que la Cruz del Humilladero servía como cruz de término y lugar donde se mostraba que en la ciudad se hacía justicia, advirtiendo a los propios ciudadanos y a lo visitantes que se acarcaban. Se sabe, además, que hubo otras tres cruces instaladas después de la toma de la ciudad por la Corona de Castilla en el Camino Real de los Mármoles, que se dirigía a Antequera, en la salida hacia el Camino Real de Granada y en La Caleta, en el camino hacia Vélez-Málaga. En 1867 se menciona en documentos municipales el emplazamiento exacto de la plaza de Cruz de Humilladero, debido a la construcción del Camino de San Rafael y el traslado de la cruz a la intersección de este y otros caminos.
Los terrenos que ocupa el actual distrito permanecieron en el extrarradio de la ciudad y no fue hasta la segunda mitad del siglo XIX cuando comienzan a edificarse instalaciones propias de las zonas periurbanas, como el cementerio de San Rafael, inaugurado en 1868, las villas residenciales de las clases pudientes en el Camino de Antequera, la prisión provincial, de 1931, o el matadero municipal, construido en los años 1940. En la década de 1950 comienza la rápida urbanización del distrito, iniciada con la construcción a gran escala de viviendas sociales por parte de las autoridades franquistas, como son los barrios de Haza Cuevas, Carranque o Santa Julia.

## Urbanismo
El distrito queda dividido en dos mitades por la Ronda Oeste (MA-20), que lo atraviesa de norte a sur. Al este de esta ronda, se encuentra la zona residencial del distrito, mientras que la zona occidental está ocupada principalmente por polígonos industriales. Las principales arterias transversales del distrito 6 son, además de la ya mencionada avenida de Carlos Haya, la Avenida de Andalucía y su prolongación y la avenida Ortega y Gasset. 
Como en casi todos los distritos situados al oeste del Guadalmedina, el desarrollo urbanístico de Cruz de Humilladero está marcado por su pasado y presente industrial y la tipología urbana predominante es la típica del desarrollismo.

## Edificios y lugares notables

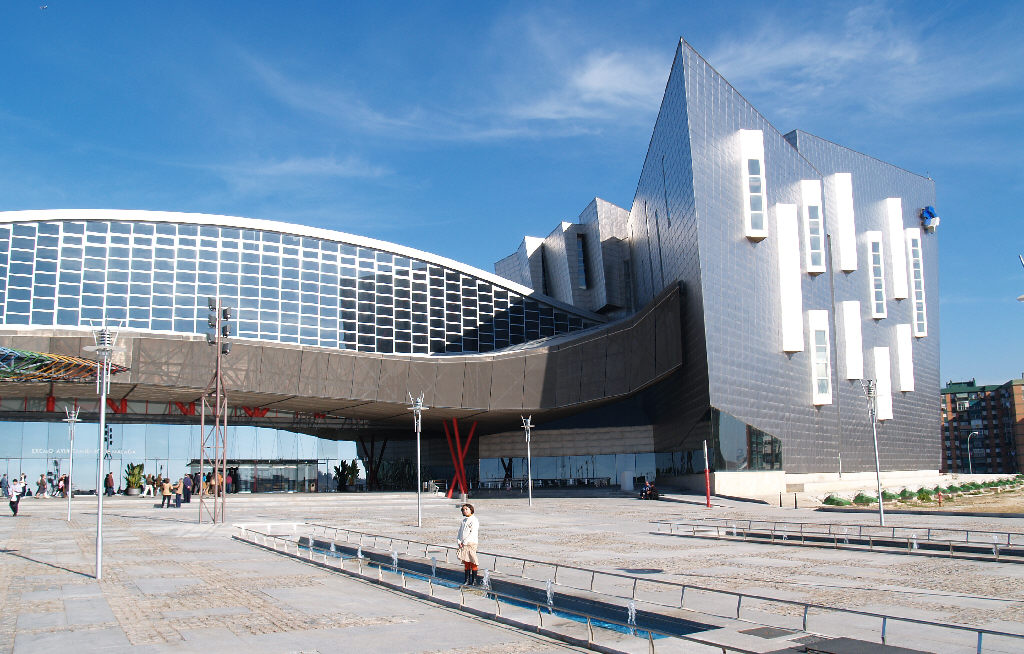
Palacio de Ferias y Congresos de Málaga.

Entre los edificios notables del distrito cabe destacar el centro cívico Huerta Jiménez, la Delegación provincial de la Seguridad Social, el Instituto Andaluz del Deporte, la comisaría provincial y la residencia universitaria, y al oeste de la ronda: el Palacio de Ferias y Congresos, el auditorio municipal y la Jefatura Provincial de Tráfico, todos ellos de reciente construcción. 
Más antiguos son la antigua prisión provincial y los restos del antiguo matadero municipal, obra de Fernando Guerrero Strachan. Además, por su valor arquitectónico y urbanístico, también destacan los conjuntos residenciales de Carranque, Santa Julia y Haza Cuevas, ejemplos de la arquitectura de los tiempos de la autarquía.
También se encuentra en este distrito el recinto ferial y la ciudad deportiva de Carranque.

## Población
Según datos del Ayuntamiento de Málaga de enero de 2013, en el distrito Cruz de Humilladero estaban censados 87.951 ciudadanos.
Población extranjera residente según nacionalidad
| País      | Población |
| --------- | --------- |
| Marruecos | 1.488     |
| Paraguay  | 766       |
| China     | 596       |
| Ucrania   | 559       |
| Rumania   | 480       |
| Argentina | 425       |
| Nigeria   | 398       |
| Colombia  | 337       |
| Italia    | 326       |
| Bulgaria  | 295       |
| Otros     | 2150      |
| Total     | 7.820     |

## Transporte público

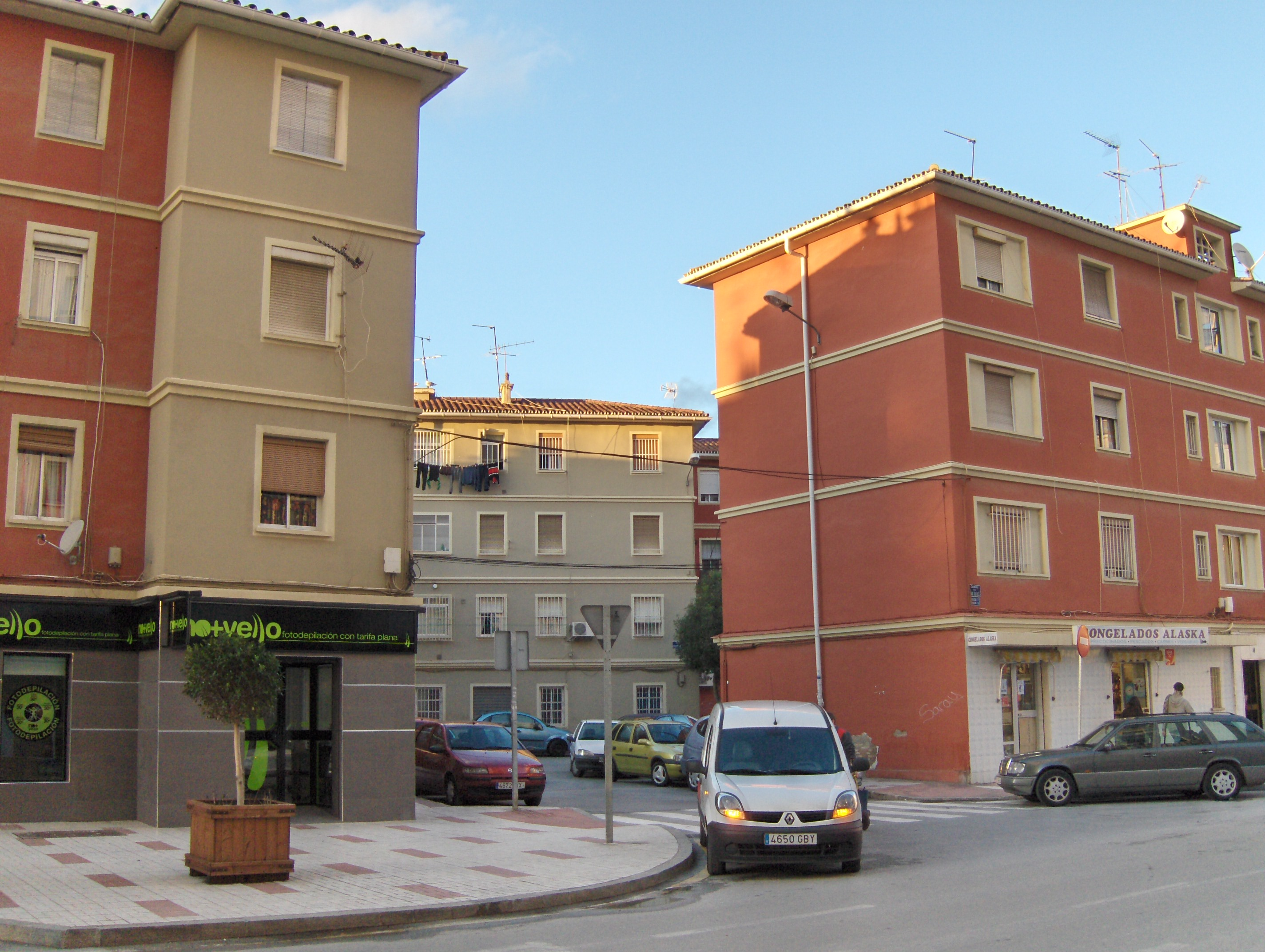
Santa Julia.

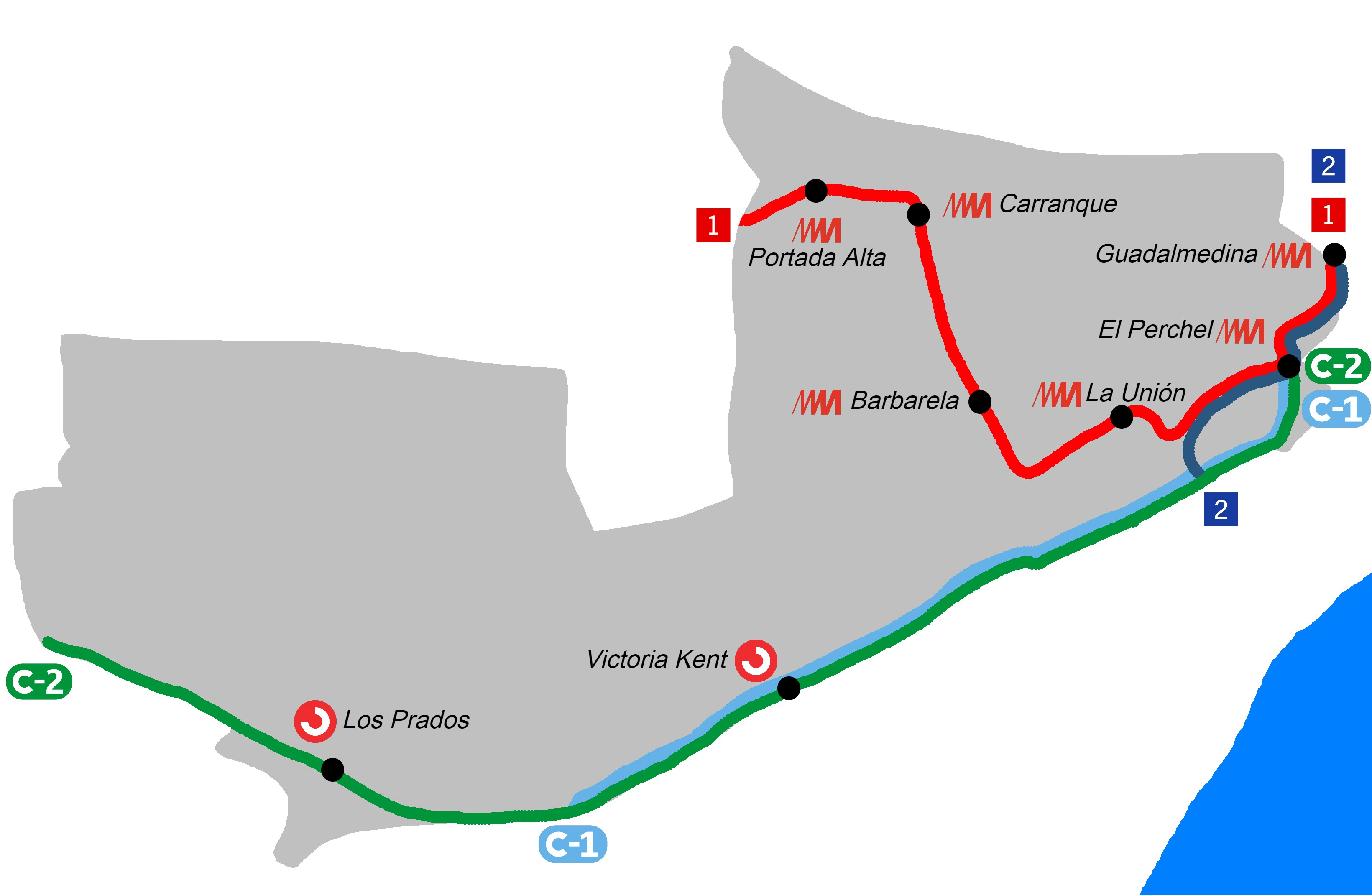
Estaciones de Metro y Cercanías en el distrito.

Cruz de Humilladero está conectado a la red del metro de Málaga mediante la línea 1. La línea 1 comunica la estación central con el campus universitario de Teatinos. Esta línea incluye cinco estaciones en el distrito. También existe una estación de la línea C2 del Cercanías Málaga: la estación de Los Prados
En autobús queda conectado mediante las siguientes líneas de la EMT y del Consorcio de Transporte Metropolitano del Área de Málaga:
| Líneas de la EMT con parada en Cruz de Humilladero | Líneas de la EMT con parada en Cruz de Humilladero   | Líneas de la EMT con parada en Cruz de Humilladero | Líneas de la EMT con parada en Cruz de Humilladero |
| Línea                                              | Trayecto                                             | Recorrido                                          | Frecuencia                                         |
| -------------------------------------------------- | ---------------------------------------------------- | -------------------------------------------------- | -------------------------------------------------- |
| C1                                                 | Circular 1                                           | Recorrido                                          | 12 minutos                                         |
| C2                                                 | Circular 2                                           | Recorrido                                          | 11-12 minutos                                      |
| 4                                                  | Paseo del Parque - Cortijo Alto (Ciudad de Justicia) | Recorrido                                          | 11-12 minutos                                      |
| 8                                                  | Alameda Principal - Hospital Clínico                 | Recorrido                                          | 13 minutos                                         |
| 14                                                 | Paseo de la Farola - Teatinos                        | Recorrido                                          | 11 minutos                                         |
| 15                                                 | La Virreina - Santa Paula                            | Recorrido                                          | 11-12 minutos                                      |
| 19                                                 | Paseo del Parque - Aeropuerto                        | Recorrido                                          | 30-35 minutos                                      |
| 20                                                 | Alameda Principal - Universidad                      | Recorrido                                          | 10 minutos (15-17 en época no lectiva)             |
| 21                                                 | Alameda Principal - Puerto de la Torre               | Recorrido                                          | 12 minutos                                         |
| 22                                                 | Avda. Molière - Universidad                          | Recorrido                                          | 10 minutos (16-18 en época no lectiva)             |
| 23                                                 | Alameda Principal - Parque cementerio                | Recorrido                                          | 25-30 minutos                                      |
| 24                                                 | Avda. M. A. Heredia - Los Prados                     | Recorrido                                          | 15 minutos                                         |
| 25                                                 | Paseo del Parque - Santa Rosalía (Campanillas)       | Recorrido                                          | 13-17 minutos                                      |
| 31                                                 | Alameda Principal - Mainake                          | Recorrido                                          | 18-25 minutos                                      |
| 38                                                 | Alameda Principal - Granja Suárez                    | Recorrido                                          | 20-25 minutos                                      |
| N2                                                 | Plaza de la Marina - Circular                        | Recorrido                                          | 50-55 minutos                                      |
| N4                                                 | Alameda Principal - Puerto de la Torre               | Recorrido                                          | 23.30, 1.00 (Alameda) 0.15 (Pto. Torre)            |

| Líneas del CTMAM con parada en Cruz de Humilladero | Líneas del CTMAM con parada en Cruz de Humilladero | Líneas del CTMAM con parada en Cruz de Humilladero | Líneas del CTMAM con parada en Cruz de Humilladero | Líneas del CTMAM con parada en Cruz de Humilladero |
| Línea                                              | Trayecto                                           | Recorrido y horarios                               | Plano                                              |                                                    |
| -------------------------------------------------- | -------------------------------------------------- | -------------------------------------------------- | -------------------------------------------------- | -------------------------------------------------- |
| M-130                                              | Málaga-Santa Rosalía (por la MA-401)               | Recorrido y Horarios                               | Plano                                              |                                                    |
| M-131                                              | Málaga-Cártama                                     | Recorrido y Horarios                               | Plano                                              |                                                    |
| M-134                                              | Málaga-El Sexmo                                    | Recorrido y Horarios                               | Plano                                              |                                                    |
| M-150                                              | Málaga-Los Núñez                                   | Recorrido y Horarios                               | Plano                                              |                                                    |
| M-231                                              | Málaga-Pizarra-Álora                               | Recorrido y Horarios                               | Plano                                              |                                                    |
| M-232                                              | Coín-Málaga (por Cártama y Alhaurín el Grande)     | Recorrido y Horarios                               | Plano                                              |                                                    |
| M-234                                              | Málaga-Pizarra                                     | Recorrido y Horarios                               | Plano                                              |                                                    |
| M-330                                              | Málaga-Zalea-El Burgo                              | Recorrido y Horarios                               | Plano                                              |                                                    |
| M-331                                              | Málaga-Zalea-Ronda                                 | Recorrido y Horarios                               | Plano                                              |                                                    |
| M-332                                              | Málaga-Zalea-Algodonales                           | Recorrido y Horarios                               | Plano                                              |                                                    |
| M-333                                              | Málaga-Zalea-Alozaina                              | Recorrido y Horarios                               | Plano                                              |                                                    |

## Barrios
| Barrio                           | n.º |
| -------------------------------- | --- |
| Arroyo del Cuarto                | 113 |
| Camino de Antequera              | 130 |
| Carranque                        | 132 |
| Cortijo de Torres                | 204 |
| Cruz del Humilladero             | 135 |
| El Duende                        | 203 |
| Explanada de la Estación         | 154 |
| García Grana (4 de diciembre)    | 136 |
| Hacienda Sánchez Blanca          | 354 |
| Haza Cuevas                      | 128 |
| Intelhorce                       | 210 |
| La Asunción                      | 145 |
| La Aurora                        | 152 |
| La Barriguilla                   | 150 |
| La Estación                      | 215 |
| La Unión                         | 141 |
| Los Prados                       | 216 |
| Los Tilos                        | 134 |
| Mármoles                         | 339 |
| Núcleo Gral. Franco              | 137 |
| Nuestra Señora del Carmen        | 144 |
| Polígono Carretera de Cártama    | 151 |
| Portada Alta                     | 131 |
| San José del Viso                | 209 |
| San Rafael                       | 147 |
| Sánchez Blanca                   | 211 |
| Santa Cristina                   | 148 |
| Santa Julia                      | 139 |
| Santa Marta                      | 140 |
| Tiro de Pichón                   | 138 |
| Polígono industrial              | n.º |
| Alameda                          | 206 |
| Carretera de Cártama             | 208 |
| El Viso                          | 207 |
| Industrial Alcalde Díaz Zagra    | 501 |
| Industrial Siemens               | 509 |
| La Estrella                      | 213 |
| Pérez Texeira                    | 214 |
| Ronda Exterior                   | 146 |
| San Luis                         | 212 |
| Otros sectores                   | n.º |
| Cementerio San Rafael            | 149 |
| Estación de Los Prados           | 217 |
| Recinto ferial Cortijo de Torres | 512 |
| R.E.N.F.E.                       | 142 |